# Axel van der Tuuk
Axel van der Tuuk (født 25. maj 2001 i Assen) er en cykelrytter fra Holland, der kører for Fejl i Modul:Cykelhold: Wikidata-entitet ikke angivet..